# Umemotos Reagenz
| keine GHS-Piktogramme |

| Gefahrensymbol |

Bei Umemotos Reagenz handelt es sich um organische Verbindungen, die zur Trifluormethylierung eingesetzt werden. Der Begriff Umemotos Reagenz wird meist für das Tetrafluoroborat und das Triflat des 5-(Trifluormethyl)dibenzothiopheniums verwendet, welche in den 1990ern von Teruo Umemoto entwickelt wurden. Es finden weitere Varianten mit ähnlichen Eigenschaften Anwendung in der Trifluormethylierung.

## Gewinnung und Darstellung
Die Dibenzothiophenium-Grundstruktur kann ausgehend von 2-Mercaptobiphenylen hergestellt werden. Dabei wird das Mercaptol zunächst durch Natriumhydrid deprotoniert und anschließend mit Bromtrifluormethan photochemisch umgesetzt. Das resultierende Trifluomethylsulfid kann mit Fluorgas und einer Säure (Tetrafluorborsäure oder Trifluormethansulfonsäure) umgesetzt werden. Als Alternative zum Einsatz von Fluorgas kann das Sulfid mit mCPBA oxidiert werden und anschließend durch Trifluormethansulfonsäureanhydrid zu Umemotos Reagenz cyclisiert werden.

Syntheserouten für Umemotos Reagenz, X=BF4 oder CF3SO3

## Verwendung
Umemotos Reagenz kann in einer Vielzahl von Reaktionen als elektrophiles Reagenz zur Trifluormethylierung eingesetzt werden. So konnte Umemoto zeigen, dass Carbanionen von 1,3-Dicarbonylen in guten Ausbeuten trifluormethyliert werden. Ebenso können Silylenolether und Enamine sowie elektronenreiche Aromaten umgesetzt werden. Enolate können ebenfalls als Nucleophil dienen, allerdings muss ihre Reaktivität angepasst werden. Dies gelingt durch einsatz von Bor-basierten Lewis-Säuren. Auf diese Art ist auch eine enantioselektive Reaktion möglich. Für die ortho-Trifluormethylierung von Aromaten existieren Pd(II)-katalysierte Reaktionen, wobei diese auf dirigierende Gruppen angewiesen sind. Umemotos Reaganz kann auch in photochemischen Reaktionen mit Alkenen eingesetzt werden. Zur Trifluormethylierung von terminalen Alkinen können Kupferkatalysatoren eingesetzt werden. Ebenfalls kupferkatalysiert erfolgt die desoxygenierende Umsetzung von Xanthogenaten. Eine weitere Methode zur Trifluormethylierung nutzt Boronsäuren als Substrate.